# Amandine Buchard
Amandine Buchard (Bagnolet, 12 de julio de 1995) es una deportista francesa que compite en judo.
Participó en dos Juegos Olímpicos de Verano, obteniendo cuatro medallas, dos en Tokio 2020, oro en el equipo mixto y plata en la categoría de –52 kg, y dos en París 2024, oro een el equipo mixto y bronce en –52 kg. En los Juegos Europeos de Minsk 2019 obtuvo dos medallas de bronce (–52 kg y equipo mixto).
Ganó cinco medallas en el Campeonato Mundial de Judo entre los años 2014 y 2024, y cinco medallas en el Campeonato Europeo de Judo entre los años 2014 y 2023.

## Palmarés internacional
| Juegos Olímpicos   | Juegos Olímpicos      | Juegos Olímpicos  | Juegos Olímpicos |
| Año                | Lugar                 | Medalla           | Categoría        |
| ------------------ | --------------------- | ----------------- | ---------------- |
| 2020               | Tokio (Japón)         | Medalla de oro    | Equipo mixto     |
| 2020               | Tokio (Japón)         | Medalla de plata  | –52 kg           |
| 2024               | París (Francia)       | Medalla de oro    | Equipo mixto     |
| 2024               | París (Francia)       | Medalla de bronce | –52 kg           |
| Campeonato Mundial |                       |                   |                  |
| Año                | Lugar                 | Medalla           | Categoría        |
| 2014               | Cheliábinsk (Rusia)   | Medalla de bronce | –48 kg           |
| 2018               | Bakú (Azerbaiyán)     | Medalla de bronce | –52 kg           |
| 2022               | Taskent (Uzbekistán)  | Medalla de bronce | –52 kg           |
| 2023               | Doha (Catar)          | Medalla de bronce | –52 kg           |
| 2024               | Abu Dabi (EAU)        | Medalla de bronce | –52 kg           |
| Juegos Europeos    |                       |                   |                  |
| Año                | Lugar                 | Medalla           | Categoría        |
| 2019               | Minsk (Bielorrusia)   | Medalla de bronce | –52 kg           |
| 2019               | Minsk (Bielorrusia)   | Medalla de bronce | Equipo mixto     |
| Campeonato Europeo |                       |                   |                  |
| Año                | Lugar                 | Medalla           | Categoría        |
| 2014               | Montpellier (Francia) | Medalla de plata  | –48 kg           |
| 2019               | Minsk (Bielorrusia)   | Medalla de bronce | –52 kg           |
| 2021               | Lisboa (Portugal)     | Medalla de oro    | –52 kg           |
| 2022               | Sofía (Bulgaria)      | Medalla de plata  | –52 kg           |
| 2023               | Montpellier (Francia) | Medalla de oro    | –52 kg           |